# Phryganeidae
Famille
Les Phryganeidae sont une famille d'insectes trichoptères.

## Liste des genres
Selon BioLib (20 avril 2019) :
- genre Agrypnetes R. McLachlan, 1876 - genre présent en Europe, dont Agrypnetes crassicornis
- genre Agrypnia Curtis, 1835 - genre présent en Europe
- genre Amagupsyche Cockerell, 1925 †
- genre Baissophryganoides Sukatsheva, 1968
- genre Banksiola A.V. Martynov, 1924
- genre Beothukus Wiggins, 1989
- genre Eubasilissa Martynov, 1930
- genre Fabria Milne, 1934
- genre Hagenella Martynov, 1924
- genre Limnopsyche Scudder, 1890 †
- genre Neurocyta L. Navas, 1916
- genre Ocnerites P Oppenheim, 1885
- genre Oligostomis Kolenati, 1848
- genre Oligotricha Rambur, 1842 - genre présent en Europe
- genre Oopterygia
- genre Phryganea Linnaeus, 1758
- genre Ptilostomis F Kolenati, 1859
- genre Semblis Fabricius, 1775
- genre Trichostegia Kolenati, 1848 - genre présent en Europe
- genre Yphria Milne, 1934

## Description
Attention, par abus de langage, toutes les larves de trichoptères sont parfois appelées phryganes par les néophytes.
La larve est un invertébré aquatique vivant dans un fourreau fabriqué à l'aide de particules plus ou moins fines (végétaux, petite branche) agglomérées avec une substance sécrétée par la larve. Cette larve de trichoptère comporte des bandes sombres sur la tête. Les larves préfèrent les milieux stagnants ou les courants lents et se retrouvent préférentiellement en plan d'eau, étangs, petits lacs aux eaux claires.